# Lough Hyne
Lough Hyne (Irish: Loch Oighinn) ist ein mariner See in West Cork, Irland, rund 5 km südwestlich von Skibbereen gelegen. Der See wurde im Jahr 1981 als erstes Meeresnaturschutzgebiet Irlands und Europas eingetragen.

## Verbindung zum Meer
Bis vor rund 4000 Jahren war Lough Hyne wahrscheinlich ein Süßwassersee. Um 2000 v. Chr., während der Atlantischen Bronzezeit, stieg der Meeresspiegel an und flutete den See mit Meerwasser. Inzwischen findet mit der Gezeitenströmung durch den Zu- und Ablauf Barloge Creek ein ständiger Austausch mit Meerwasser statt. Die Engstelle zwischen Barloge Creek  und See wird als „the rapids“ (die Stromschnellen) bezeichnet. Diese „Stromschnellen“ sind bei Flut maximal 5 m tief und bilden eine restriktive Schwelle, was zu einer asymmetrischen Flut führt. Dabei dringt Meerwasser vier Stunden lang ein, und Seewasser fällt dann für 8,5 Stunden ab.

## Habitat und Forschung
Aufgrund der geringe Größe des Sees entstand ein außergewöhnliches Habitat mit warmem, sauerstoffreichen Wasser, das eine beachtliche Vielfalt von Pflanzen und Tieren beinhaltet. Viele davon finden sich nirgendwo sonst in Irland. Zur Biodiversität des Sees tragen auch Uferzonen mit Klippen, Salzwiesen, Stränden und Gebieten mit wechselnden Wasserströmungen bei.

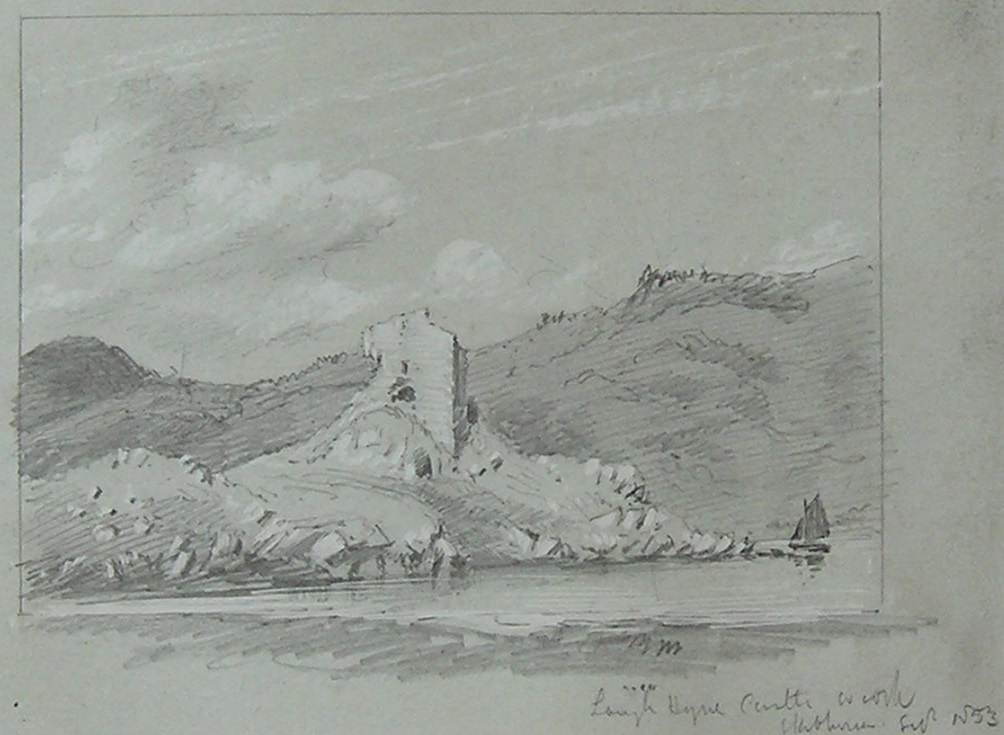
Cloghan Castle
von George Victor Du Noyer 1853

Die wissenschaftliche Untersuchung des Gebietes begann 1886, als William Spottswood Green (1847–1919) erstmals die Anwesenheit des violetten Steinseeigels Paracentrotus lividus im See beschrieb. 1923 nahm Louis Percy Watt Renouf (1887–1968) die wissenschaftliche Arbeit wieder auf und betrieb sie in einer „biologischen Station“. Seitdem werden dort fortlaufende Forschungen durchgeführt. Lough Hyne ist heute eine der weltweit am besten erforschten Stätten seiner Größenordnung. In Ufernähe des Sees wurden mehrere Forschungseinrichtungen gebaut, welche die grundlegende ökologische Forschung unter Jack Kitching und John Ebling unterstützen. 2011 wurde die bebilderte Geschichte dieser Meeresforschung als 'Lough Hyne: The Marine Researchers – in Pictures' veröffentlicht.
Auf Castle Island im See liegen die Ruinen von Cloghan Castle, einer Befestigung des O'Driscoll-Clans. Am Seeufer befinden sich die Ruinen der Saint-Bridgit-Kirche sowie die heiligen Brunnen „Tobarín Súl“ und „Skour Well“ am Hang des Knockomagh Hill.

## Tourismus
Lough Hyne ist heute ein Ziel für Touristen. Im nahe gelegenen Skibereen Heritage Centre gibt es eine Dauerausstellung zum See und seiner Bedeutung. Am Ufer des Sees findet sich die Ruine einer nach Brigida von Kildare benannten Kirche. Die heiligen Quellen Tobarín Súl und Skour Well liegen beim Hügel Knockomagh Hill, auf den außerdem ein Wanderweg mit spektakulärem Gipfelblick über den See und seine Umgebung führt. Lough Hyne wird von Anwohnern und Touristen gerne zum Kajakfahren und Schwimmen genutzt. In der Mitte des Sees befindet sich die Insel Castle Island. Darauf sind die Ruinen des Cloghan Castle zu sehen, das einst dem O'Driscoll-Clan gehörte.

## Belege
1. ↑  Lough Hyne West Cork - Lough Ine - Baltimore Holiday and Travel Information - Ireland. In: www.baltimore.ie.
2. ↑  https://www.epa.ie/researchandeducation/research/researchpublications/strivereports/STRIVE_66_Jessopp_NEIDIN_web.pdf
3. 1 2  Murray, Peter (Artist), Little, Colin, 1939-, Trowbridge, Cynthia D., Harris, Eoghan,: Lough Hyne : from prehistory to the present. Skibbereen, West Cork, Ireland 2013, ISBN 978-0-9926242-0-0 (englisch).
4. 1 2  Lough Hyne. Abgerufen am 18. November 2019 (englisch).
5. ↑  Terri Kearney: Lough Hyne : the marine researchers - in pictures. Skibbereen Heritage Centre, Skibbereen 2011, ISBN 978-0-9568863-0-9 (englisch).